# Hastina gemmifera
Hastina gemmifera là một loài bướm đêm trong họ Geometridae.